# Mario Alessandri d'Urbino
Mario Alessandri d'Urbino, nombre completo Giovanni Mario Alessandri d'Urbino (Urbino, primera mitad del siglo XVI ) ha sido un escritor, un grámatico y clérigo italiano. Autor de Il paragone della lingua toscana et castigliana, Alessandri es uno de los  primeros ideatores de una gramática para extranjeros, basada en la diferencia entre toscano y español.

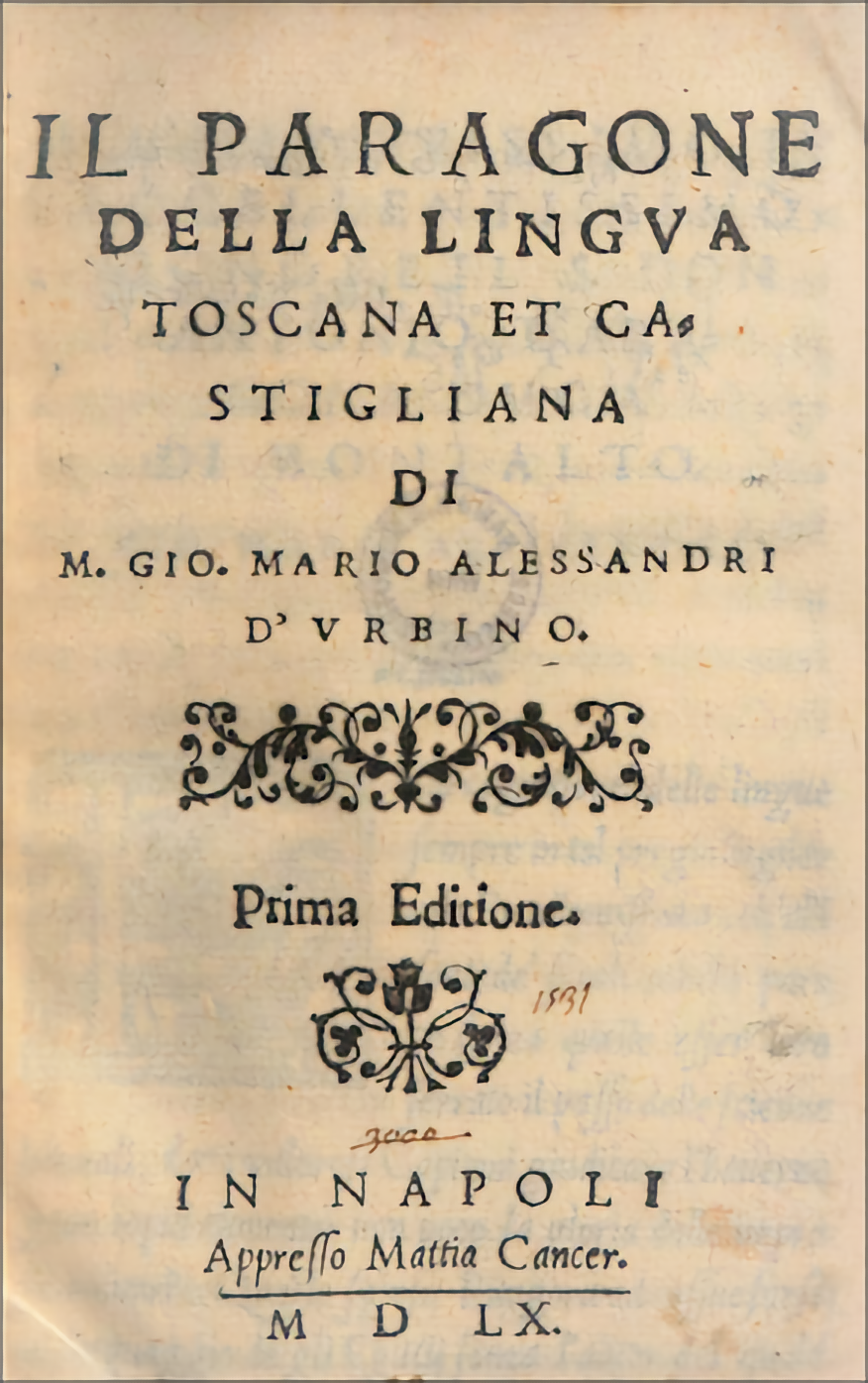
Mario Alessandri d'Urbino, Il paragone della lingua toscana et castigliana, Napoles, Mattia Cancer, 1560

## Biografía
Nacido en Urbino, en la primera mitad del siglo XVI, Giovanni Mario Alessandri d'Urbino pública en 1560 en Napoles Paragone della lingua toscana et castigliana, la primera gramática española para italianos. Se sabe que aprende el español durante  su estancia en la corte española.
Giovanni Mario fue obispo en Calabria. Durante este periodo, fue también preceptor del Duca de Montalto, a quien dedica su obra.

## Il Paragone della lingua toscana et castigliana
Concebida tanto para italofonos que quisieran aprender el español, como para hispanohablantes que quisieran aprender el italiano, la obra tiene un carácter contrastivo, subrayando las diferencias entre las dos lenguas para facilitar el proceso de aprendizaje.
En la obra no hay cuestiones teóricas y clasificatorias. Se utiliza un lenguaje simplificado; las reglas gramaticales son esquematizadas y se proponen ejemplos ilustres como Dante, Petrarca, Boccaccio por lo que tiene que ver con el italiano y Epístolas familiares de Guevara e Ulyxea de Gonzalo Pérez por lo que se refiere al español.

### Estructura de la obra
El Paragone, que tuvo una única edición, consta de 141 páginas, a las cuales se añaden: una dedicatoria:
“All'illustrissimo et eccelentissimo signore il s. don Antonio d'Aragona duca di Montalto"
Sigue una presentación de la utilidad del estudio de las lenguas extranjera; no hay prólogo ni índice.
La gramática se compone de cinco secciones de desigual extensión, que carecen de introducción.
La primera parte, Retta scrittura et pronuntia, representa el 27% del libro y trata la ortografía y la pronunciación del castellano.
La segunda, dedicada a Nomi  aborda el artículo y las declinaciones de los sustantivos, una lista de nombres propios de familias nobles toscanas y castellanas y los numerales.
La tercera sección se titula Pronomi  y presenta una clasificación i de los pronombres según los modelos griegos-latinos.
La cuarta parte, Verbi, es la más extensa. Se dedica a las conjugaciones regulares e irregulares, los verbos pasivos y los verbos impersonales de ambas lenguas. Se cierra con el parágrafo Construttione  en donde explica su visión sobre sintaxis del español.
El último capítulo Voci indeclinabili es el más breve de los cinco. Se centra en la enumeración de palabras, particulares expresiones italianas y sus equivalencias en español.

## Antes de Alessandri
La obra de Alessandri es sin precedentes y una pionera gramática pedagógica bilingüe: antes la publicación de esta obra, la enseñanza del español pasaba a través de nociones no gramaticales que recogían observaciones no sistematizadas. Unos ejemplos que tratan cuestiones de ortografía y pronunciación son: Introducción que muestra el Delicado a pronunciar de la lengua española de Francisco Delicado (1534) y Introduttione nella quale s'insegna pronunciare la lingua spagnola de Alfonso Ulloa (1553). En Dialogo de la lengua de Juan de Valdés (1736) hay reflexiones estilísticas.